# Silkeborg-Herning Jernbane
Silkeborg-Herning Jernbane (SHJ) var en dansk privatbane mellem Silkeborg og Herning.
Banen blev anlagt i henhold til lov af 23. maj 1873 og åbnet 28. august 1877. Banen blev overdraget til Jysk-Fyenske Jernbaner, det senere DSB, 1. november 1879, da staten ville drive banen sammen med strækningerne til Skjern og Skanderborg. Som sådan eksisterer banen stadig som en del af Skanderborg-Skjern-banen. Denne betjenes siden januar 2003 af Arriva.
|  | Denne artikel kan blive bedre, hvis der indsættes geografiske koordinater Denne artikel omhandler et emne, som har en geografisk lokation. Du kan hjælpe ved at indsætte koordinater i wikidata. |